# Tatjana Alexandrowna Sidorowa
Tatjana Alexandrowna Sidorowa (russisch Татьяна Александровна Сидорова, wiss. Transliteration Tat'jana Aleksandrovna Sidorova; * 25. Juli 1936 in Tscheljabinsk) ist eine ehemalige sowjetische Eisschnellläuferin.

## Werdegang
Sidorowa, die für die Lokomotive Tscheljabinsk startete, siegte dreimal bei sowjetischen Meisterschaften über 500 m (1967, 1968, 1970) und einmal über 1000 m (1966). Bei den Olympischen Winterspielen 1964 in Innsbruck gewann sie die Bronzemedaille über 500 m. Über diese Distanz wurde sie vier Jahre später Neunte bei den Olympischen Winterspielen in Grenoble. In den Jahren 1968 bis 1970 lief sie in Medeo drei Weltrekorde über 500 m. Den letzten Rekord mit einer Zeit von 43,22 Sekunden hielt sie bis Februar 1971. In der Saison 1969/70 kam sie bei der Mehrkampfweltmeisterschaft 1970 in West Allis auf den 15. Platz im Mini-Mehrkampf und bei der Sprintweltmeisterschaft 1970 in West Allis auf den 12. Rang im Sprint-Mehrkampf. Nach ihrer Karriere  startete sie bei den Senioren und gewann dabei mehrmals den Weltmeistertitel.

## Erfolge

### Olympische Spiele
- 1964 Innsbruck: 3. Platz 500 m
- 1968 Grenoble: 9. Platz 500 m

### Mehrkampf-Weltmeisterschaften
- 1970 West Allis: 15. Platz Mini-Mehrkampf

### Sprint-Weltmeisterschaften
- 1970 West Allis: 12. Platz Sprint-Mehrkampf

## Persönliche Bestzeiten
| Disziplin | Zeit        | Datum           | Ort    |
| --------- | ----------- | --------------- | ------ |
| 500 m     | 42,80 s     | 7. Januar 1973  | Almaty |
| 1000 m    | 1:29,93 min | 9. Januar 1970  | Almaty |
| 1500 m    | 2:21,85 min | 29. Januar 1970 | Almaty |
| 3000 m    | 5:08,12 min | 29. Januar 1970 | Almaty |